# Platydesmus moreleti
Platydesmus moreleti är en mångfotingart som först beskrevs av Lucas 1849.  Platydesmus moreleti ingår i släktet Platydesmus och familjen Platydesmidae. Inga underarter finns listade i Catalogue of Life.